# Dirhinus caelebs
Dirhinus caelebs är en stekelart som beskrevs av Masi 1937. Dirhinus caelebs ingår i släktet Dirhinus och familjen bredlårsteklar. Inga underarter finns listade i Catalogue of Life.